# Скорюково (Архангельская область)
Скорюково — деревня в Каргопольском районе Архангельской области. Входит в состав У́хотского сельского поселения.
Историческое название деревни — Чурилово (Чуриловский Погост). Деревня расположена в 62 км южнее Каргополя на Санкт-Петербургском (Ленинградском) тракте. Состоит из трёх объединённых деревень: Заручье, Ежово и Новинская Пустошь. Общая протяженность деревни порядка 1,5 км. С 2006 года Чурилово входит в состав МО «Ухотское». Через деревню проходит автотрасса Р1. Севернее деревни находится село У́хта (Песок).
В деревне стояла большая деревянная Зосимо-Савватиевская церковь с колокольней (1692 г.), которая с отмашки властей была разворочена местными жителями в 1937 году.

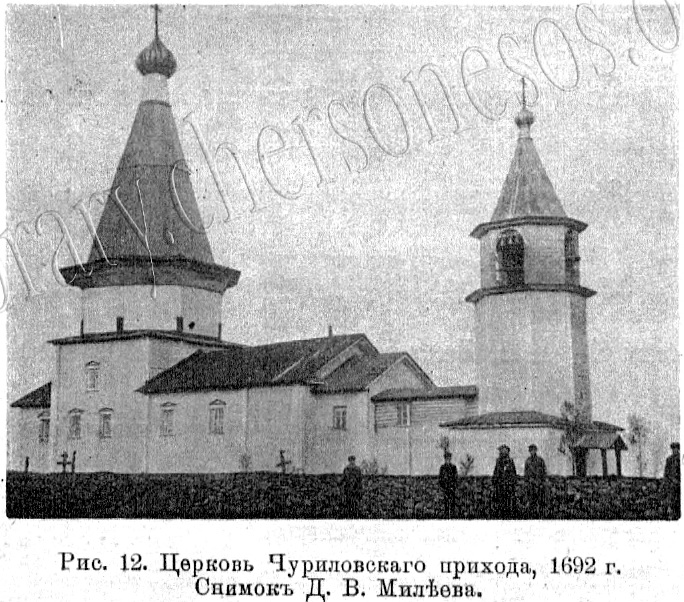
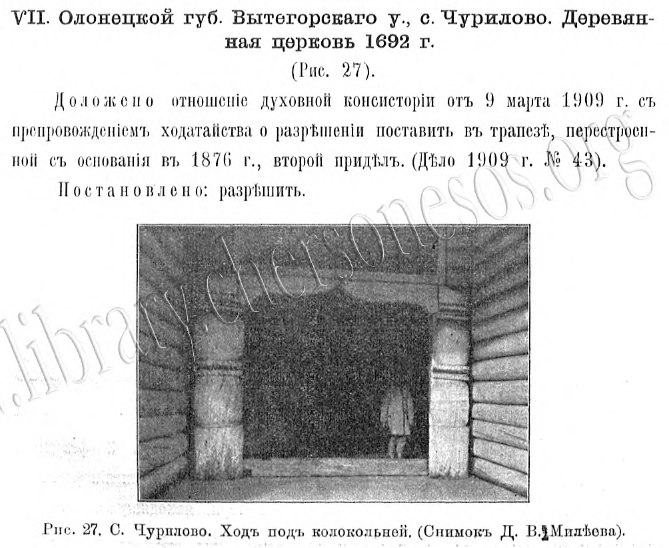

## Население
Численность населения деревни, по данным Всероссийской переписи населения 2010 года, составляла 29 человек. В 2009 году числилось 30 человек.

### Карты
- Топографическая карта P-37-101,102. Патровская
- Топографическая карта P-37-27_28.
- Скорюково на Wikimapia
- Скорюково. Публичная кадастровая карта